# Harlott
Harlott — австралийская метал-группа, образованная в 2006 году в Мельбурне. О деятельности группы до 10-х годов известно мало. Дебютный альбом Origin, вышел 9 ноября 2013 года. После релиза, группа отправляется в тур по стране, вместе с Accept и Дэвидом Эллефсоном.
В 2015 году коллектив выпускает второй студийный альбом, Proliferation. В поддержку релиза, Harlott в октябре 2015 года отправились в первое для себя международное турне, во время которого коллектив посетил Европу и Канаду. Позднее группой заинтересовался лейбл Metal Blade Records, с которым был заключён контракт на выпуск третьего полноформатного альбома Extinction в апреле 2017 года.
В своём звучании Harlott испытали влияние таких ведущих трэш-метал-групп, как Slayer, Testament, Megadeth и Anthrax. Основными темами песен Harlott является война и религия.

## Состав
Текущий состав
- Эндрю Хадсон — вокал, соло и ритм-гитара
- Джейк Вебер — соло и ритм-гитара
- Том Ричардс — бас-гитара, вокал, бэк-вокал
- Тим Джойс — ударные

Бывшие участники
- Дэн Ван Твест — ударные
- Пэт О'Нил — гитара
- Райан Батлер — гитара

## Дискография
| Студийные альбомы - Virus (2011, EP) - None (2012, EP) - Origin (2013) - Proliferation (2015) - Extinction (2017) - Detritus of the Final Age (2020) | DVD - Systematic Reduction (2015) |